# Торремоча-де-Хадраке
Торремоча-де-Хадраке (ісп. Torremocha de Jadraque) — муніципалітет в Іспанії, у складі автономної спільноти Кастилія-Ла-Манча, у провінції Гвадалахара. Населення — 24 особи (2010).
Муніципалітет розташований на відстані близько 95 км на північний схід від Мадрида, 48 км на північний схід від Гвадалахари.

## Демографія
Динаміка населення (INE ):